# Dobročkov
Dobročkov (deutsch Dobrusch) ist ein Ortsteil der Gemeinde Ktiš im Okres Prachatice in Tschechien. Es liegt zweieinhalb Kilometer östlich von Ktiš.

## Geographie
Dobročkov liegt linksseitig des Křemžský potok im Blansker Wald, einem Vorland des Böhmerwaldes (Šumavské podhůří). Nachbarorte sind Smědeč (Groß-Zmietsch) im Norden, Kuklov und Brloh im Nordosten, Rychtářov (Richterhäuser) im Osten, Březovík (Oxbrunn) im Süden, Třebovice (Siebitz) im Südwesten und Ktiš im Westen. Südwestlich erstreckt sich der Truppenübungsplatz Boletice (Poletitz). Auf dem Gebiet von Dobročkov liegt das Naturschutzgebiet „Dobročkovské hadce“.

## Geschichte
Dobrusch lag am Linzer Steig, der von Linz über Hohenfurth und Krumau nach Písek und weiter nach Prag verlief. Es gehörte zur Ausstattung des 1263 von König Ottokar II. Přemysl gegründeten Klosters Goldenkron und wurde erstmals im Jahre 1303 urkundlich erwähnt. Vermutlich während der Amtszeit des Abtes Dietrich (1303–1333) wurde es kolonisiert und gehörte kirchlich zunächst zur Pfarrei Kalsching. Am 4. Juli 1310 wurde „Dobrusch“ (Dobročkov) zusammen mit den Dörfern „Przebowitz“ (Třebovice) und „Ribsbrun“ (Březovík) auf Geheiß des Prager Bischofs Johann IV. zur St.-Bartholomäus-Kirche Tisch umgepfarrt. Zum Ausgleich wurden die Dörfer „Hawald“ (Hvozd) und „Zremin“ (Střemily) nach Kalsching eingepfarrt.
Am 10. April 1311 übertrug das Kloster Goldenkron Dobrusch zur Nutznießung dem südböhmischen Adligen Witiko/Witigo von Landstein (Vítek z Landštejna) auf dessen Lebenszeit. Er war ein Sohn des Hojer von Lomnitz (Ojíř z Lomnice) und starb um 1312. Am 25. Mai 1315 erhielt Witikos Sohn Wilhelm von Landstein († 1356) vom Kloster Goldenkron Dobrusch zur Nutznießung zugesprochen, wiederum auf Lebenszeit. 1340 wurde Dobrusch zusammen mit Klein Smietsch (Smědeček) der neu errichteten Kirche in Kuglweit (Kuglvajt/Kuklov) unterstellt. Später kam es wieder an die Pfarrei Tisch.
Wie die meisten Goldenkroner Klosterdörfer gelangte auch Dobrusch während der Wirren der Hussitenkriege an Ulrich II. von Rosenberg. Er hatte die Besitzungen des Klosters 1420 zunächst pfandweise von König Sigismund erhalten und sie sich später aufgrund eines Falsifikats angeeignet. Jedenfalls wird Dobrusch um 1450 als Besitz der Rosenberger verzeichnet, die es mit ihrer Herrschaft Krumau verbanden. Die Bevölkerung von Dobrusch und Umgebung bekannte sich im 15. Jahrhundert überwiegend zum Utraquismus und auch die Seelsorge in Tisch war bis 1493 utraquistisch. Am 30. Juni 1493 wurde die Kirche von Tisch im Auftrag des Prager Administrators durch den Camminer Bischof Benedikt von Waldstein wieder für den katholischen Gebrauch eingeweiht. Im 15. Jahrhundert breitete sich die Reformation in der Herrschaft Krumau aus, die vom letzten Rosenberger Peter Wok von Rosenberg unterstützt wurde. Er verkaufte die Herrschaft Krumau 1602 an König Rudolf II., der sie nach der Schlacht am Weißen Berg 1622 seinem Hofkammerpräsidenten Hans Ulrich von Eggenberg schenkte.
Während des Dreißigjährigen Kriegs wurde Dobrusch verwüstet und zerstört. Nach Kriegsende wurde Dobrusch und Umgebung mehrfach von der Pest heimgesucht. Nach dem Aussterben der Eggenberger 1719 fiel Dobrusch zusammen mit der Herrschaft Krumau an die Fürsten Schwarzenberg. Zusammen mit der Pfarrei Tisch wurde Dobrusch 1784 vom Erzbistum Prag gelöst und dem neu gegründeten Bistum Budweis zugewiesen.
Nach der Ablösung der Patrimonialherrschaften bildete Dobrusch ab 1848 eine selbstständige Gemeinde im Gerichtsbezirk Kalsching. 1915 bestand die Gemeinde Dobrusch, zu der Oxbrunn und Siebitz gehörten, aus 458 deutschen Einwohnern (davon 132 in Dobrusch, 202 in Oxbrunn und 124 in Siebitz). Nach der Gründung der Tschechoslowakei 1918 erhielt Dobrusch 1923 die amtliche tschechische Ortsbezeichnung Dobročkov.
Infolge des Münchner Abkommens wurde Dobročkov/Dobrusch 1938 dem Deutschen Reich angeschlossen und gehörte bis 1945 zum Landkreis Krummau an der Moldau im Reichsgau Oberdonau. 1930 bestand die Gemeinde Dobrusch aus 549 Einwohnern, 1939 waren es 532. Nach dem Zweiten Weltkrieg fiel es an die Tschechoslowakei zurück und wurde wieder in Dobročkov umbenannt. 1945/1946 wurden die deutschen Bewohner vertrieben und die Häuser und Gehöfte dem Verfall preisgegeben. Nach der Machtübernahme durch die Kommunisten 1948 wurden die Häuser (bis auf ein Gehöft) devastiert und vor 1965 eingeebnet. Nach der Samtenen Revolution 1990 wurden neue Häuser errichtet und Dobročkov wiederbesiedelt.

## Sehenswürdigkeiten
- Wegekreuz auf einer Anhöhe zwischen zwei Lindenbäumen